# Acanthemblemaria hancocki
Acanthemblemaria hancocki är en fiskart som beskrevs av Myers och Reid, 1936. Acanthemblemaria hancocki ingår i släktet Acanthemblemaria och familjen Chaenopsidae. IUCN kategoriserar arten globalt som livskraftig. Inga underarter finns listade i Catalogue of Life.